# Вартежу (Бузау)
Вартежу (рум. Vârteju) насеље је у Румунији у округу Бузау у општини Лопатари. Oпштина се налази на надморској висини од 584 m.

## Становништво
Према подацима из 2002. године у насељу је живело 100 становника, од којих су сви румунске националности.